# 贝桑地区蒙
贝桑地区蒙（法語：Monts-en-Bessin，法語發音：[mɔ̃ ɑ̃ bɛsɛ̃] ⓘ）是法国卡尔瓦多斯省的一个市镇，属于卡昂区。

## 地理
贝桑地区蒙（49°6'52"N, 0°36'12"W）面积7.16 平方千米，位于法国诺曼底大区卡爾瓦多斯省，该省份为法国西北部沿海省份，北濒大西洋英吉利海峡，东北与滨海塞纳省以海上边界相接，东临厄尔省，南至奧恩省，西与芒什省接壤。
与贝桑地区蒙接壤的市镇（或旧市镇、城区）包括：瑟勒河畔圣瓦斯特、旺德、维伊博卡日、瓦勒达里。

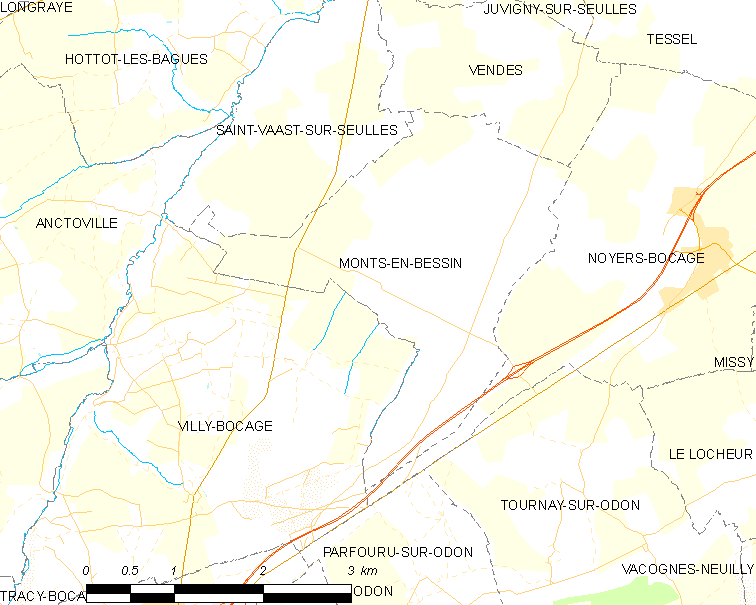
贝桑地区蒙的OSM定位图

贝桑地区蒙的时区为UTC+01:00、UTC+02:00（夏令时）。

## 行政
贝桑地区蒙的邮政编码为14310，INSEE市镇编码为14449。

## 政治
贝桑地区蒙所属的省级选区为莱蒙多奈县。

## 人口

1962-2008年间贝桑地区蒙人口变化图示

贝桑地区蒙于2022年1月1日时的人口数量为417人。